# کالومت (پنسیلوانیا)
کالومت (به انگلیسی: Calumet) یک منطقهٔ مسکونی در ایالات متحده آمریکا است که در پنسیلوانیا واقع شده‌است. کالومت ۱٬۲۴۱ نفر جمعیت دارد.